# Stenoxia florens
Stenoxia florens är en fjärilsart som beskrevs av William Schaus 1912. Stenoxia florens ingår i släktet Stenoxia och familjen nattflyn. Inga underarter finns listade i Catalogue of Life.